# Зашибаєв Олександр Сергійович
Олександр Сергійович Зашибаєв (нар. 1895, село Пакшино Домницької волості Буйського повіту Костромської губернії, тепер Костромської області, Російська Федерація — розстріляний 29 липня 1938, місто Москва, Російська Федерація) — радянський державний і партійний діяч, відповідальний секретар Канавинського районного комітету РКП(б) міста Нижнього Новгорода, заступник народного комісара водного транспорту СРСР, член ВЦВК. Член Комісії партійного контролю при ЦК ВКП(б) у 1934—1938 роках.

## Життєпис
Народився в родині робітника за наймом. З 1907 по 1909 рік навчався в початковій школі в місті Костромі.
З жовтня 1909 по вересень 1912 року — учень токаря ремонтної майстерні Костромського губернського земства. У жовтні 1912 — лютому 1914 року — токар по металу механічного заводу Горшкова в Костромі. У квітні 1914 — грудні 1918 року — токар майстерні гідротехнічного відділу Костромського губернського земства.
Член РСДРП(б) з жовтня 1917 року.
У лютому — червні 1919 року — комісар транспортної надзвичайної комісії (ЧК) пристані Красноє-на-Волзі.
У липні 1919 — грудні 1921 року — комісар районного відділу транспортної надзвичайної комісії (ЧК) у місті Нижньому Новгороді.
У грудні 1921 — грудні 1922 року — токар і голова заводського комітету чавуноливарного і машинобудівного заводу «Фельзер і Ко» в Нижньому Новгороді.
У січні 1923 — грудні 1924 року — член президії, відповідальний секретар районного комітету Спілки металістів у Нижньому Новгороді.
У грудні 1924 — вересні 1927 року — відповідальний секретар Канавинського районного комітету РКП(б) міста Нижнього Новгорода.
У вересні 1927 — березні 1929 року — слухач курсів марксизму при ЦК ВКП(б) у Москві.
У березні 1929 — грудні 1931 року — голова Нижньогородської крайової ради профспілок.
У вересні 1932 — березні 1934 року — секретар із транспорту Горьковського крайового комітету ВКП(б), секретар партійного комітету Горьковського автомобільного заводу імені Молотова.
У березні 1934 — березні 1938 року — начальник політичного управління і заступник народного комісара водного транспорту СРСР. З березня 1938 року — в розпорядженні ЦК ВКП(б).
4 квітня 1938 року заарештований органами НКВС. Засуджений Воєнною колегією Верховного суду СРСР 29 липня 1938 року до страти, розстріляний того ж дня. Похований на полігоні «Комунарка» біля Москви.
4 серпня 1956 року реабілітований, 15 жовтня 1956 року посмертно відновлений у партії.

## Нагороди
- орден Леніна (27.03.1934)